# Centurians of Rome
Centurians of Rome (tạm dịch: Nô lệ Thành Rome) là một bộ phim khiêu dâm đồng tính năm 1981, được đạo diễn bởi John Christopher, và được George Payne và Scorpio thủ vai chính. Theo thông tin cho biết, bộ phim được tài trợ bằng số tiền tài trợ hai triệu dollar do một bảo vệ của The Brink's Company ăn cắp được. Lloyd's of London, công ty bảo hiểm của Brinks, đã kiện bộ phim và yêu cầu họ phải nhận được một phần doanh thu bán đĩa.

## Nội dung
Demetrius và Octavius là những người đồng hương La Mã nhưng họ đều bị bán đi làm nô lệ vì đã không trả thuế cho Hoàng Đế Caligula. Demetrius đã được mua bởi Hoàng Đế và được dạy để trở thành một "nô lệ tốt" với sự giúp đỡ của Octavius, một người chỉ dẫn tàn bạo. Sau đó, Octavius đã thổ lộ nguyện ước quan hệ với Demetrius nhưng anh đã từ chối. Đến tối, Octavius đã lén bước qua những người bảo vệ khi họ đang ngủ, quan hệ với Demetrius và cùng nhau trốn thoát.

## Diễn viên
- George Payne trong vai Demetrius
- David Hadkey trong vai Nô lệ Lớn tuổi
- Giuseppe Welch trong vai Nô lệ trong Phòng tắm
- Scorpio trong vai Octavius
- Roy Garrett trong vai Thượng nghị sĩ
- John Kovacs trong vai Thượng nghị sĩ
- Michael Flent trong vai Hoàng Đế
- Ed Wiley trong vai Argus
- Eric Ryan trong vai Người chỉ dẫn tàn bạo
- Ryder Jones trong vai Nô lệ trong Phòng tắm
- Adam De Haven trong vai Claudius

## Tranh cãi
Đây là một trong những bộ phim đồng tính nam đắt tiền nhất trong thời điểm ấy (gần $100,000 để sản xuất), Centurians of Rome trong thời điểm ấy khá nổi bật trong giới truyền thông khi bộ phim được tài trợ bằng số tiền hai triệu dollar do một bảo vệ của The Brink's Company ăn cắp được. Lloyd's of London, công ty bảo hiểm của Brinks, đã kiện bộ phim và yêu cầu họ phải nhận được một phần doanh thu bán đĩa. Từ kịch bản, diễn xuất, thiết kế hậu trường, đạo diễn và những hiệu ứng đồ họa, tất cả đã giúp cho bộ phim trở thành một trong những bộ phim khiêu dâm nổi tiếng nhất mọi thời đại.